# Fabio Grassadonia und Antonio Piazza

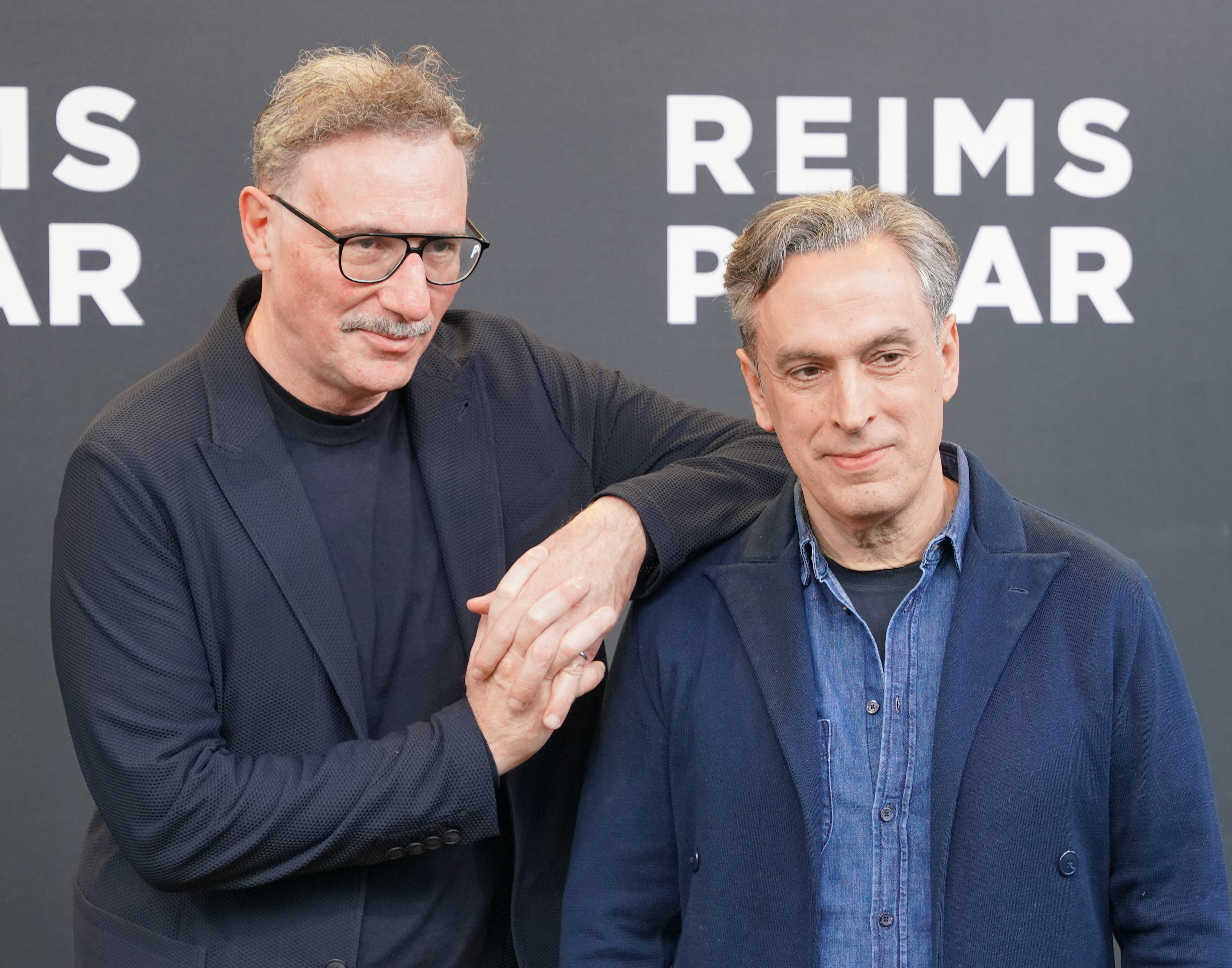
Fabio Grassadonia und Antonio Piazza (2025)

Fabio Grassadonia (* 8. Juni 1968 in Palermo) und Antonio Piazza (* 24. Februar 1970 in Mailand) sind italienische Drehbuchautoren und Filmregisseure. Seit den frühen 2000er Jahren haben sie zusammen Drehbücher geschrieben und gemeinsam Filmregie geführt. Alle Filme hatten bisher die sizilianische Mafia zum Thema. 

## Leben
Antonio Piazza und Fabio Grassadonia haben nicht an einer Filmhochschule studiert, sondern nach einem Literaturstudium für einige wenige italienische Produktionsfirmen, wie Fandango und Filmauro, als Drehbuchautoren oder als Scriptberater gearbeitet. Seit ihrem  Erstlingsfilm Rita (2009), der auf zahlreichen Kurzfilmfestivals gezeigt wurde und dort 10 Preise gewann, haben sie inzwischen drei gemeinsame Spielfilme gedreht.

## Preise und Auszeichnungen
Antonio Piazza und Fabio Grassadonia haben zusammen 17 Filmpreise gewonnen und 18 weitere Nominierungen erhalten.

## Filmografie
- 2001: Gli occhi dell’amore; Drehbuch
- 2004: Ogni volta che te ne vai; Drehbuch
- 2009: Rita, Kurzspielfilm (19 min); Drehbuch und Regie
- 2013: Salvo; Drehbuch und Regie
- 2017: Sicilian Ghost Story; Drehbuch und Regie
- 2024: Iddu; Drehbuch und Regie